# Elias Gustafson
Elias Gustafson, född 27 september 1997 i Stensjöns församling i Mölndal, är en svensk fotbollsspelare. Hans bröder, Simon och Samuel Gustafson är också professionella fotbollsspelare som har spelat i Holland respektive Italien. Hans far, Patrik Gustafson, har också spelat för Örgryte IS.

## Karriär
Gustafson började spela fotboll i Fässbergs IF. Han spelade 13 matcher i Division 2 säsongen 2013. Säsongen 2014 spelade Gustafson 19 matcher och gjorde ett mål i Division 3.
I början av 2015 gick Gustafson till BK Häckens ungdomslag. I februari 2017 gick han till Lindome GIF. Den 9 augusti 2019 värvades Gustafson av Jönköpings Södra, där han skrev på ett 2,5-årskontrakt. Gustafson debuterade i Superettan den 12 augusti 2019 i en 3–1-vinst över Syrianska FC.
Den 1 juli 2021 värvades Gustafson av Örgryte IS, där han skrev på ett 2,5-årskontrakt.
Den 12 januari 2023 valde Örgryte IS och Gustafson att gå skilda vägar efter att klubben och spelaren kommit överens om att bryta kontraktet, detta grundade sig i att Gustafson setts iförd en BK Häcken tröja i samband med deras match mot IFK Göteborg. Han dök även upp på bilder från den efterföljande festen som BK Häcken höll för att fira SM-guldet.